# Erythridula canadensis
Erythridula canadensis är en insektsart som beskrevs av Dmitry A. Dmitriev och Dietrich 2009. Erythridula canadensis ingår i släktet Erythridula och familjen dvärgstritar. Inga underarter finns listade i Catalogue of Life.